# Gloster G.42
Gloster G.42 – prototypowy brytyjski myśliwiec z napędem odrzutowym, zaprojektowany i wybudowany przez wytwórnie Gloster Aircraft Company.

## Historia

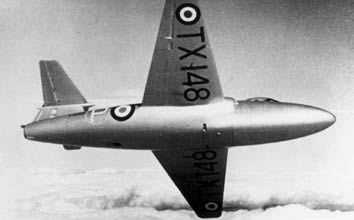
Trzeci prototyp podczas lotu testowego

W 1944 roku brytyjskie Ministerstwo Lotnictwa wydało specyfikację (Specification E.1/44.) opisującą wymagania techniczne na nowy jednomiejscowy, jednosilnikowy myśliwiec odrzutowy. Wykonania zadania podjęła się firma Gloster Aircraft Company, która miała już doświadczenie w tego typu konstrukcjach. To właśnie w tej wytwórni lotniczej powstał pierwszy brytyjski samolot z napędem odrzutowym Gloster E.28/39 oraz produkowany był pierwszy odrzutowy myśliwiec, który wszedł na wyposażenie jednostek RAF, Gloster Meteor. Gloster otrzymał zamówienie na zaprojektowanie i wykonanie trzech prototypów. Pierwszy z nich był gotowy w 1947 roku, jednak podczas transportu do ośrodka doświadczalnego w Boscombe Down został nieodwracalnie uszkodzony i dopiero drugi prototyp miał przywilej pierwszego startu, który odbył się 9 marca 1948 roku. Za sterami maszyny siedział pilot doświadczalny Glostera Bill Waterton. Po wykonaniu badań nowego samolotu w locie rozpoczęto przygotowywania do rozpoczęcia produkcji seryjnej, ale w 1949 roku cały program rozwoju i budowy anulowano, skupiając się na rozwoju Meteora.

## Konstrukcja
G.42 był całkowicie metalowym wolnonośnym średniopłatem, napędzanym pojedynczym silnikiem odrzutowym Rolls-Royce Nene II z dwustopniową sprężarką. Proste skrzydła o obrysie trapezowym i niewielkim wzniosie wyposażone w szczelinowe klapy, lotki i hamulce aerodynamiczne. Klasyczne, wolnonośne usterzenie, usterzenie poziome przesunięte nieco do tyłu względem usterzenia pionowego. Trzeci wybudowany prototyp miał usterzenie poziome zamontowane na usterzeniu pionowym w połowie jego wysokości. Wrzecionowaty kadłub o konstrukcji półskorupowej, po jego obydwu stronach, na wysokości kabiny pilota znajdowały się wloty powietrza do silnika. Podwozie trójkołowe, przednie, z pojedynczym kółkiem chowana do tyłu do wnęki w kadłubie, główne, również z pojedynczymi kółkami chowane do wnęk w skrzydłach w kierunku kadłuba. W drugim prototypie, pod usterzeniem pionowym, zamontowany był pojemnik na spadochron przeciwkorkociągowy. Samoloty nie były uzbrojone jednak w maszynach seryjnych planowano zamontować w dziobie maszyny cztery działka kalibru 20 mm.